# Algars

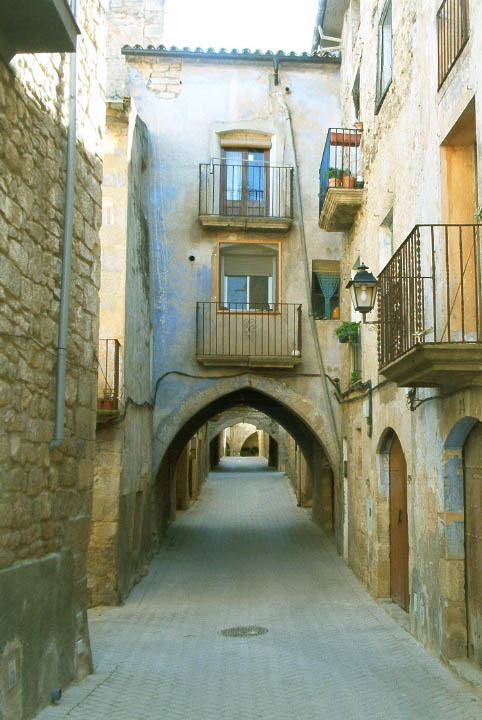
Imagen de unas de las calles del Municipio de Batea, del cual forma parte Algars.

Algars es una población actualmente deshabitada, que forma parte del término municipal de Batea (Tierra Alta, Tarragona, Cataluña, España).

## Situación
El pueblo es limítrofe con la comunidad autónoma de Aragón y está flanqueado por el río Algars, que en época medieval fue de mucha importancia por ser la frontera natural que separaba a los cristianos de los sarracenos.

## Población
Deshabitado, excepto algunas masías diseminadas.

## Historia
En el año 1153, Algars y Batea, después de ser recuperadas a los árabes, son donadas por el rey Ramón Berenguer IV a los templarios de Miravet. Un poco más tarde, en el 1181, Alfonso II otorga una carta de poblamiento para nuevos habitantes procedentes de Zaragoza. En el año 1205 los templarios vuelven a recuperar el dominio de estas poblaciones y otorgan una nueva carta de poblamiento a 60 nuevos pobladores.
En el año 1317, los hospitalarios heredaron los privilegios de los templarios. Algars formaba parte junto con Batea y Piñeres de la Castellanía de Amposta. En el año 1358 había 22 fuegos (casas o familias) en Algars y a consecuencia de las epidemias en el año 1378 se redujeron a 13. Entre el siglo XVIII y el XIX se produce en Algars un progresivo abandono del núcleo de población en favor de la vecina localidad de Batea, que paso a absorber a toda su población, quedando así Algars deshabitado.

## Lugares de interés
- Castillo de Algars, también conocido como Castillo de San Juan, por haber pertenecido a la Orden del Hospital de San Juan.
- Iglesia de San Juan de Algars, construida en el siglo XIII, es de estilo románico de transición, aunque más tarde fue restaurada.

## Fiestas y tradiciones
Cada 1 de mayo la asociación juvenil ADEBA organiza una caminata al río Algars, donde se realizan diversas actividades lúdicas.